# Саратовський край
Саратовський край (рос. Саратовский край) — адміністративно-територіальна одиниця Російської Соціалістичної Федеративної Радянської Республіки, що існувала з 10 січня 1934 року до 5 грудня 1936 року.

## Історія
Створено при поділі 10 січня 1934 Нижньоволзького краю на Сталінградський край і Саратовський край, до складу Саратовського краю входила Автономна Радянська Соціалістична Республіка Німців Поволжя.
Адміністративний центр — місто Саратов.
5 грудня 1936 Конституцією (Основним Законом) Союзу РСР край перетворений на Саратовську область, з якої була виокремлена АРСР німців Поволжя.